# Fabio Capello
Fabio Capello (San Canzian d'Isonzo, Gorizia, 18 de junio de 1946) es un exfutbolista y exentrenador italiano. Está considerado uno de los entrenadores más prestigiosos de la década de 1990 y 2000.
Como jugador (1964–1980), ocupaba la demarcación de mediocentro organizador. Militó en cuatro clubes italianos: SPAL, Roma, Juventus y Milan, logrando cuatro «Scudetti» y dos Copas Italia. Fue internacional con Italia (1972–1978), totalizando 32 partidos y 8 goles, y disputando el Mundial de 1974.
Como entrenador (1991–2018), dirigió a lo largo de su carrera a cuatro clubes europeos. Debutó en el Milan (1991–1996), con el que logró entre otros títulos, cuatro «Scudetti» y alcanzó tres finales consecutivas en Liga de Campeones entre 1993 y 1995, proclamándose campeón de Europa en 1994, tras imponerse por 4–0 al Barcelona en la final. En 1996 ficha por el Real Madrid, club al que dirigió dos temporadas en dos épocas diferentes, ganando La Liga en ambas: 1996/97 y 2006/07 (30.ª del club). En su primera etapa en el club madridista, confeccionó una plantilla que tras su retorno al Milan, fue la base de la que conquistó en las siguientes tres campañas, la «Séptima» y «Octava» Copa de Europa. Con la Roma (1999–2004), conquistó el «Scudetto» en 2001, tercero y último hasta el momento en la historia del club romanista. En la Juventus (2004–2006), logró dos campeonatos ligueros que posteriormente le fueron revocados a los «bianconeri». Como seleccionador nacional, entrenó a Inglaterra (2008–2012), a la que dirigió en el Mundial de 2010, y a Rusia (2012–2015), disputando el Mundial de 2014. Finalmente, concluyó su trayectoria como técnico tras una breve estancia en el Jiangsu Suning de China (2017–2018).

## Trayectoria

### Como futbolista

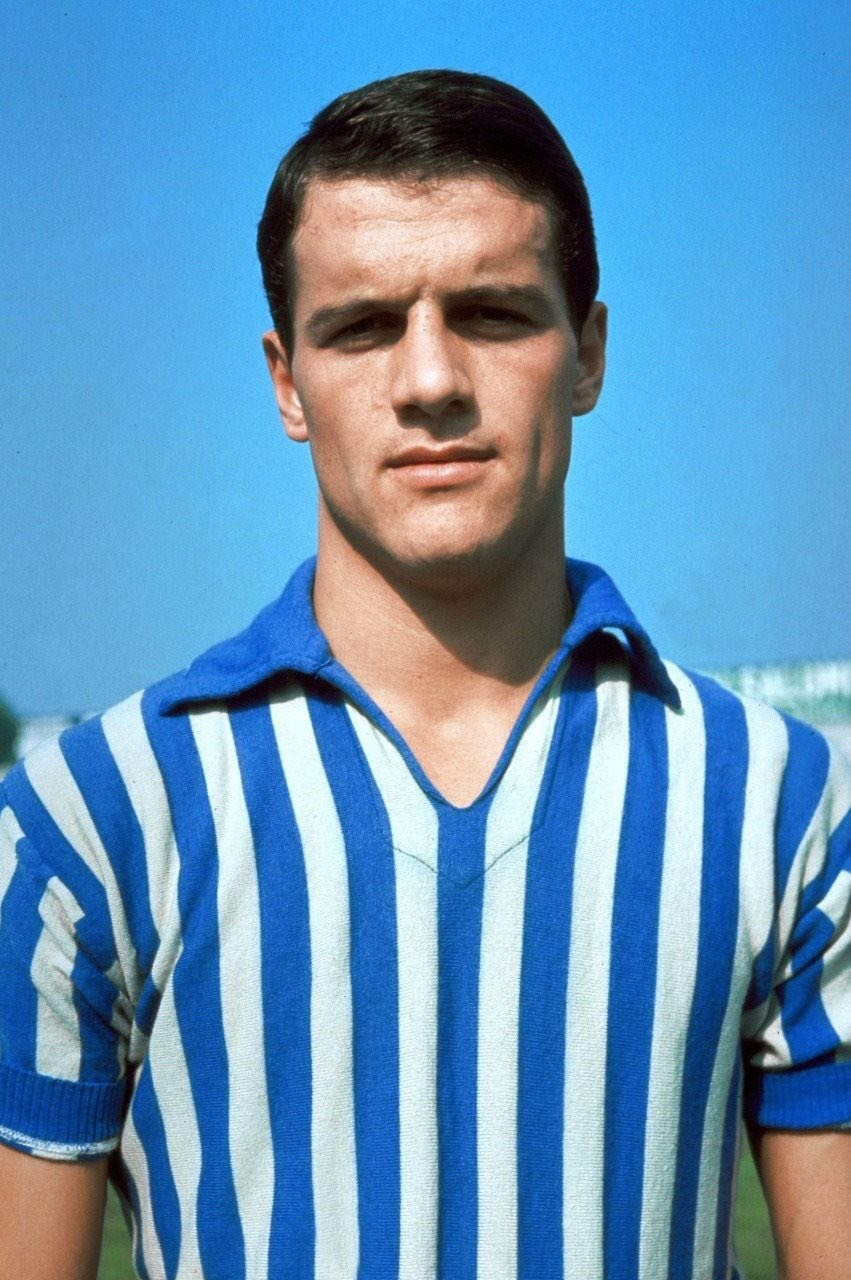
Capello en su etapa como futbolista en el SPAL, en la temporada 1966-67.

#### SPAL
En sus inicios Capello se desempeñó como centrocampista en un equipo local - «Pieris» - al que entrenaba su padre Guerrino Capello. Tras destacar en este club Paolo Mazza —presidente del SPAL 1907— le contrató por dos millones de liras, adelantándose al interés del Milán. El 29 de marzo de 1964 debutó ante la Sampdoria con el primer equipo, con el que disputaría cuatro encuentros más ese año; no obstante, no pudo evitar el descenso del equipo de la Serie A.
El equipo retornaría a la Serie A un año después. En la temporada 1965-66 se convirtió en uno de los hombres más importantes del equipo, lanzando los penaltis y ayudando a que el equipo no descendiera de nuevo a la Serie B. Ese año le convocaron a él y a su compañero Edoardo Reja con la selección italiana sub-23; no obstante, una lesión en la rodilla le hizo perderse más de la mitad de la temporada.

#### Roma
La Roma le contrató en 1967. En su primera temporada en el equipo, contribuyó a que el club liderara la competición italiana después de ocho encuentros. No obstante, una nueva lesión en la rodilla le mantuvo apartado el resto de la temporada, en la que la Roma acabó en la décima posición, eludiendo el descenso por solo cinco puntos. Un año después el equipo - entrenado por un nuevo técnico, Helenio Herrera - acabó octavo en el campeonato italiano y obtuvo la copa italiana.

#### Juventus y Milan
En 1970 es traspasado a la Juventus de Turín, con la que disputó seis temporadas y un total de 165 encuentros. Con la Vecchia Signora –equipo dominante del fútbol italiano durante la década de los 70– obtuvo tres «scudetti». En 1976, Capello fichó por el Milan, donde acabó su carrera tras la disputa de tres temporadas.

### Como entrenador

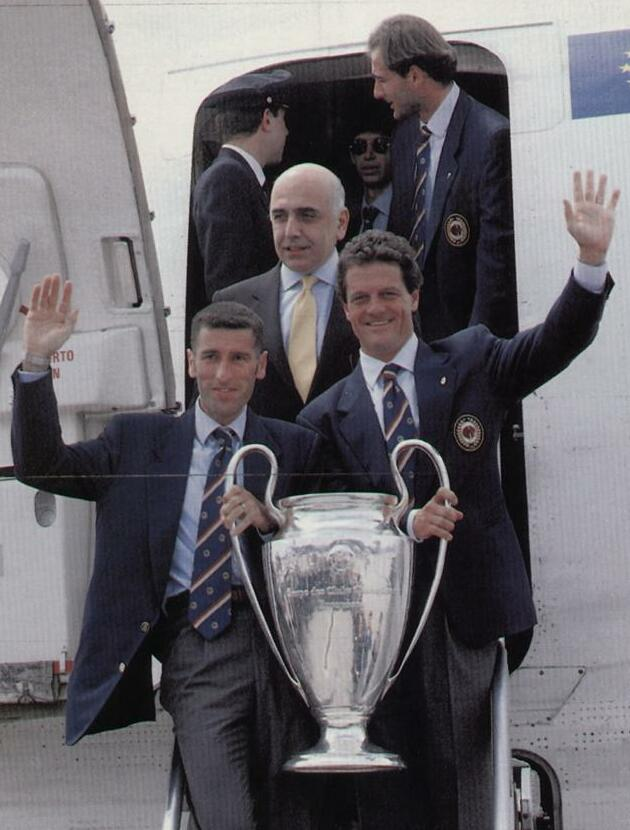
Capello junto a Tasotti y al dirigente Galliani, en su llegada a Malpensa tras proclamarse campeón de Europa ante el Barcelona, en la final de Atenas de 1994.

#### Milan - 1.ª etapa
Capello debutó en los banquillos con el AC Milan. El histórico equipo rossonero estaba sumido en una importante crisis deportiva, ya que su último título databa de la temporada 1978-79. El entrenador italiano sustituyó al destituido Nils Liedholm en los últimos seis partidos de la temporada 1986-87, logrando clasificar al equipo para la Copa de la UEFA. La temporada siguiente, el Milan tenía ya contratado a Arrigo Sacchi, por lo que mantuvo a Capello en el cuerpo técnico.
En 1991 volvió a ser reclamado para reemplazar a Sacchi, que se fue a trabajar con el seleccionado italiano. En ese momento empezó la etapa dorada de Capello en Milán. El equipo contaba con estrellas como Marco van Basten, Ruud Gullit, Paolo Maldini y Franco Baresi, con los que obtuvo cuatro scudettos en cinco años, a pesar de que Sacchi declaró que la plantilla ya «estaba exprimida al máximo». Con Capello el Milan permaneció invicto 58 partidos, desde el 19 de mayo de 1991 hasta el 21 de marzo de 1993, rompiendo la racha tras perder con el Parma (1-0) con tanto de Faustino Asprilla.
Su fama de hombre duro, disciplinado y de fuerte carácter y genio quedó plasmada en sus años en Milán. En la Liga de Campeones 1994, alcanzó su cénit deportivo al imponerse en la final de Atenas ante el FC Barcelona por 4-0, la mayor goleada en una final de la competición, desde la creación del actual modelo en 1992. El Milan terminó la campaña 1994-95 en cuarto puesto y Capello obtuvo su última liga con el Milan en la temporada siguiente, la 1995-96.

#### Real Madrid - 1.ª etapa
El 20 de mayo de 1996, Fabio Capello fue presentado como entrenador del Real Madrid, lo que no hizo sino confirmar los rumores que desde enero de 1996 colocaban al entrenador italiano en el club blanco y a lo que Capello respondió en su día con un «me enorgullece el posible interés del Real Madrid», pese a que aún tenía contrato con el AC Milan. Capello aseguró en su presentación que «su objetivo era convertir al Madrid en el mejor equipo de España, de Europa y del mundo», pero que se le contrató «para ganar, no para dar espectáculo». Lorenzo Sanz, presidente desde un año antes, fichó para ese proyecto a jugadores como Davor Suker, Predrag Mijatovic, Clarence Seedorf, Bodo Illgner, Secretário o Roberto Carlos. No obstante, y pese al importante gasto, el entrenador transalpino pidió más refuerzos, entre ellos, el frustrado fichaje de Karembeu (que llegaría al club blanco en la siguiente temporada).
El técnico demostró su carácter en el manejo de una plantilla con egos. Pese a su buen arranque, el Real Madrid no convencía con su juego y pronto comenzó una guerra dialéctica entre Sanz y Capello, con acusaciones y declaraciones cruzadas entre ambos. Sanz arremetió contra el entrenador italiano manifestando que «Capello tiene aún tiempo de rectificar para ofrecer espectáculo. Al público del Bernabéu no se le puede cansar y se está cansando». Sin embargo, el técnico admitió que «con los jugadores que tenemos no podemos jugar mejor». Capello pidió más refuerzos en el mercado de invierno de 1997, entre ellos un lateral derecho y un extremo. El Madrid fichó a Christian Panucci y Zé Roberto para cubrir esas dos demandas.
Pese a que el Madrid ganó la liga 1996-97 en la penúltima jornada y con dos puntos de ventaja sobre el FC Barcelona de Ronaldo, el técnico decidió regresar en verano de 1997 al Milan tras su pésima relación con Lorenzo Sanz. Capello no ocultó su malestar por su salida del club «porque me han faltado al respeto. No entiendo cómo Sanz ha dejado de hablarme cuando el equipo gana».

#### Milan - 2.ª etapa
Fabio Capello regresó al AC Milan tras ganar una Liga española. El técnico italiano admitió que «echaba de menos el Milan y que quería volver al lado de Berlusconi». Sin embargo, la vuelta de Capello al club rossonero no evitó que los problemas de Sanz con el técnico finalizasen, ya que al llegar Capello a San Siro pidió a Berlusconi el fichaje de Fernando Redondo.
El Milan le ofreció un contrato de tres años, solo cumplió un año de contrato, terminó en décimo puesto en el Calcio pese a que se le concedieron nueve fichajes y perdió la final de Copa ante la Lazio. Capello fue sustituido por Alberto Zaccheroni. Sin embargo no se desvinculó de la entidad rossonera, ya que adquirió un nuevo rol de colaborador con el club.

#### Roma
Tras un breve retiro, la Roma le contrató en 1999. Con el equipo giallorosso obtuvo un nuevo scudetto, el primero que obtenía en más de una década y el tercero de su historia. No obstante, los rumores acerca de un posible acuerdo entre el entrenador italiano y el Manchester United, así como las salidas de hombres muy importantes del equipo, le convirtieron en un hombre odiado en Roma.

#### Juventus
En 2004, la Juventus contrató a Capello, equipo en el que el entrenador estuvo durante casi toda su carrera. Con el italiano, la Vecchia Signora obtuvo dos scudettos de manera consecutiva (2004-05 y 2005-06). No obstante, el equipo sería desposeído de estos dos campeonatos después de que se destapara un escándalo de amaño de encuentros en el que estaba implicado el club turinés, que debido a ello descendió a la Serie B en 2006.
En el verano de 2006 Capello decidió dimitir como entrenador de la Juventus. Numerosos periodistas declararon que la intención del italiano era retornar al Real Madrid, ya que el nuevo presidente del equipo madrileño, Ramón Calderón, había anunciado que quería que Capello entrenase al equipo. El 5 de julio de 2006 se haría oficial el nombramiento.
El capitán de la Juventus, Alessandro Del Piero, criticó duramente a Capello diciendo que «nadie lamenta su partida» después de que este convenciera a otros hombres importantes del equipo como Fabio Cannavaro y Emerson para que aceptaran marcharse a Madrid en un momento en el que el club estaba al borde del abismo.

#### Real Madrid - 2.ª etapa

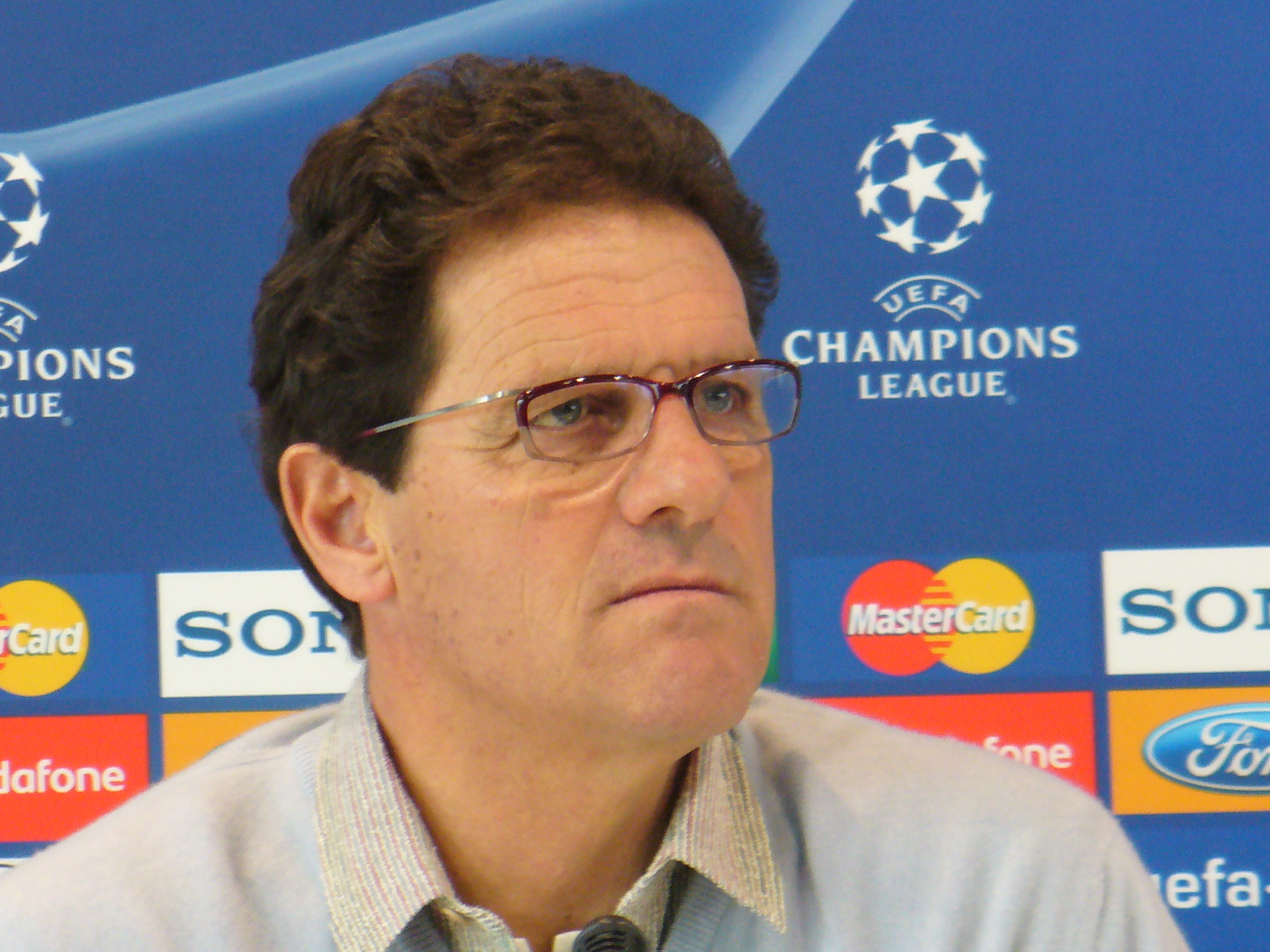
Capello en la previa de la ida de octavos de la Liga de Campeones 2006/07 con el Real Madrid.

Capello se convirtió en el nuevo entrenador del Real Madrid para la temporada 2006/07 con el objetivo de cortar la sequía de tres años sin títulos. El estilo defensivo del italiano nunca convenció a los madridistas - que le recordaban de su etapa anterior - acostumbrados a uno mucho más vertical. En una entrevista, Capello respondió a sus críticos diciendo que el ataque total era un método anticuado y que lo que importaba de verdad eran los resultados. Don Fabio, como se le conoce en España tenía la misión de obtener un nuevo título, un reto imposible para los cinco entrenadores que le habían precedido en el banquillo desde 2003.
Fue duramente criticado por retirar la titularidad a David Beckham a causa de sus problemas contractuales —aunque acabaría devolviéndosela— y a Ronaldo debido a su sobrepeso. Capello también tuvo problemas con Antonio Cassano, con el que había coincidido en Roma; el delantero, después de quedar apartado del equipo durante un mes le espetó a Capello: "¿No tienes vergüenza? Luché por ti en Roma, y así es como me lo pagas". Esto llevó a que apartaran a Cassano del equipo.
En marzo el Madrid estaba eliminado de la Champions y de la Copa del Rey y se encontraba en la cuarta posición del campeonato, con seis puntos menos que el FC Barcelona y habiendo perdido dos partidos consecutivos contra rivales que nunca antes habían vencido al cuadro merengue: Villarreal y Levante. La crisis del equipo era tal que tuvo que desmentir que Capello quisiera desvincularse del club.
Capello decidió contar de nuevo con Beckham, que se convertiría en un hombre clave en la recuperación del equipo. Los buenos resultados que encadenó el club una vez rebasada la mitad del año, le llevaron a lo más alto de la clasificación. El equipo obtendría el campeonato en el último encuentro tras imponerse al Mallorca (3-1), después de remontar un tanto adverso con goles de Reyes por partida doble y de Diarra. El 28 de junio de 2007 Capello fue despedido del Madrid a pesar de que los aficionados estaban en contra de su despido, como mostraron las encuestas realizadas en la prensa deportiva.

#### Seleccionador nacional de Inglaterra
Tras la dimisión de Steve McClaren como seleccionador inglés después de que el combinado de ese país no alcanzara la clasificación para la Eurocopa 2008, hubo rumores que apuntaban a que Capello u otros entrenadores como José Mourinho, Marcello Lippi y Martin O'Neill serían sus sustitutos. Capello incluso admitió que estaba muy interesado en el puesto.
No obstante, Mourinho se autodescartó y los medios declararon que Capello era candidato con más opciones. Grandes entrenadores como Alex Ferguson, Arsène Wenger y Rafael Benítez dieron su apoyo al italiano, cuya renuncia a continuar como comentarista deportivo en la RAI no hizo más que aumentar los rumores. En un principio parecía que el desconocimiento del idioma inglés por parte de Capello le eliminaba como candidato, pero la FA declaró que no era así. Finalmente el nombramiento se hizo oficial el 14 de diciembre de 2007,
aunque Capello no se incorporó hasta el 7 de enero de 2008. El contrato contempla dos años con la opción de extenderlo dos años más dependiendo de los resultados, y un salario de seis millones de libras anuales. Tras el nombramiento, el italiano anunció que tenía la intención de retirarse una vez terminada su labor con la selección. El día de su presentación anunció que era «un sueño hecho realidad» poder entrenar al equipo nacional y que en un mes tendría una primera reunión con los internacionales.
Capello tuvo un muy buen recibimiento entre los hinchas británicos y la prensa, que consideró su nombramiento un «triunfo» debido a su impresionante palmarés y a su reputación de hombre duro y disciplinado, en contraste con los dos entrenadores que le habían precedido. En Italia la noticia de que un entrenador de ese país entrenara a una de los más importantes combinados de Europa causó un sentimiento de orgullo. También hubo críticas, como la del presidente de la FIFA Joseph Blatter, que declaró:

Diría que es un tanto sorprendente que el país donde nació el fútbol transgreda la ley o creencia de que el seleccionador de un equipo nacional debe ser del mismo país que los futbolistas.

El 6 de febrero de 2008 Capello disputó su primer encuentro como seleccionador. La posible convocatoria de David Beckham en el que hubiera sido su encuentro número cien como internacional, así como la elección de capitán centraron la atención de los medios deportivos. Los que habían sido titulares con Steve McClaren declararon que no sabían si lo continuarían siendo con Capello. El 31 de enero de 2008 se conoció la lista de convocados, en la que no estaban veteranos como Beckham o Sol Campbell. El italiano explicó su decisión aduciendo que no estaban en óptimas condiciones, ya que el mismo Beckham no había disputado un encuentro desde el 21 de noviembre de 2007. Otro hombre importante como Paul Robinson no escapó a la exclusión. En la convocatoria hubo dos debutantes - Curtis Davies y Gabriel Agbonlahor - del Aston Villa. En cuanto a la capitanía, Capello decidió dársela a Gerrard.
Jermaine Jenas anotó ante Suiza el primer tanto de la «era Capello». Shaun Wright-Phillips marcaría de nuevo en el minuto 61, después de entrar desde el banquillo. Los de Capello acabaron imponiéndose (2-1) a los helvéticos, con lo que el italiano pudo debutar con una victoria.
El 26 de marzo la selección inglesa se enfrentó a Francia. Finalmente Capello decidió convocar a Beckham, que alcanzó su internacionalidad número cien. También rotó la capitanía, que en este encuentro detentaría Rio Ferdinand. Inglaterra cayó derrotada (1-0) en un emocionante partido que Franck Ribéry decidió convirtiendo un penalti. El 28 de mayo de 2008 los de Capello disputaron un nuevo amistoso, esta vez ante Estados Unidos. En ese partido - en el que los británicos se impusieron (2-0) - el italiano nombró al central del Chelsea John Terry nuevo capitán.
El 31 de mayo de 2008 Capello nombró capitán a Beckham para el encuentro ante Trinidad y Tobago. Era la primera capitanía de Beckham desde el Mundial de 2006. En este partido los pupilos de Capello derrotaron cómodamente a los triniteños (3-0). En el verano de 2008 el italiano anunció el nombramiento de John Terry como capitán. Unos días después los británicos empataron con la débil República Checa (2-2) en Wembley.
Capello terminó el año derrotando a Alemania (1-2). John Terry lideró la victoria de la selección tras anotar de cabeza en los últimos minutos del encuentro. Era la primera derrota de los alemanes en Berlín desde hacía más de tres décadas.
En la primavera de 2009 los de Capello disputaron dos encuentros amistosos ante España y Eslovaquia. Los campeones europeos les derrotaron (2-0) pero ante los eslovacos alcanzaron una victoria rotunda (4-0).
En verano disputó un encuentro ante los Países Bajos, contra los que empató después de remontar dos tantos (2-2). Ese mismo año Eslovenia cayó derrotada en Wembley (2-1).
El 6 de septiembre de 2008 los de Capello disputaron su primer encuentro de clasificación para el Mundial de 2010, en el que se impusieron (0-2) a Andorra en Barcelona. Cuatro días después la selección se medía a Croacia, quien les había impedido disputar la Eurocopa de 2008 eliminándoles en la repesca. Los croatas cayeron derrotados (4-1) merced a un excelso Theo Walcott, que anotó tres tantos. El 11 de octubre de 2008 aplastaron en Wembley a Kazajistán (5-1), y el 15 de octubre los de Capello derrotaron a Bielorrusia (3-1).
El 1 de abril Ucrania cayó derrotada en Wembley (2-1), y dos meses después Kazajistán haría lo propio en Almaty (4-0) y Andorra (6-0) en Wembley. El hombre clave en estas victorias sería Wayne Rooney, que anotó ocho tantos en siete encuentros. Contando con el amistoso ante Eslovaquia, el delantero del Manchester United había anotado diez tantos en 8 encuentros.
El 9 de septiembre de 2009 los de Capello alcanzaron de manera matemática la clasificación para el Mundial de 2010 tras batir (5-1) a Croacia. En los dos intrascendentes encuentros que restaban Inglaterra obtuvo una derrota y una victoria, cayó ante Ucrania en Dnepropetrovsk (1-0) y derrotó a Bielorrusia en Londres (3-0).
Inglaterra fue eliminada en octavos de final por la selección de Alemania. Días después, la Federación Inglesa de Fútbol confirmó en el cargo a Capello. Sin embargo, renunció a su puesto en febrero de 2012.
El 8 de febrero de 2012, Fabio Capello presenta su dimisión como seleccionador de Inglaterra al estar en desacuerdo con la Asociación de Fútbol de Inglaterra, en su decisión de retirar la capitanía a John Terry, debido a las acusaciones de supuesto racismo contra el futbolista Anton Ferdinand del Queens Park Rangers.

#### Seleccionador nacional de Rusia
Ocupó el cargo de seleccionador nacional de Rusia entre el 19 de julio de 2012 y el 14 de julio de 2015.
Al mando de la selección rusa, en octubre de 2013 consiguió matemáticamente la clasificación para el Mundial de fútbol de Brasil en 2014. En enero de 2014 renovó su contrato con la Federación rusa hasta 2018. Aunque el combinado ruso no pudo pasar de la primera fase en el Mundial (fue 3.º del Grupo H, con dos empates y una derrota en su casillero), Capello fue confirmado como seleccionador.
Sin embargo, Capello acabó dejando su puesto un año después, a raíz de los malos resultados del conjunto nacional en la clasificación para la Eurocopa 2016, ya que la escuadra marchaba 3.º en su grupo, a cuatro puntos de la zona de clasificación y a tan solo 4 fechas del término del proceso.

#### Jiangsu Suning
El 11 de junio de 2017, Capello se convirtió en el nuevo técnico del Jiangsu Suning de la Superliga de China. Sin embargo, el 28 de marzo de 2018, renunció al puesto por discrepancias con la directiva. Finalmente el 9 de abril de ese año acabaría retirándose de los banquillos definitivamente, luego de 27 años de carrera.

## Selección nacional
Como futbolista internacional, Capello disputó 32 encuentros con la azzurra, viviendo su momento más dulce al anotar el único gol que le sirvió a Italia para derrotar a Inglaterra en Wembley (0-1).

## Estadísticas

### Clubes
Actualizado a fin de carrera deportiva.
| S. P. Ars et Labor | 1963-64       | 1.ª           | 4   | -  | -  | -  | -  | -  | 4   | 0  | 0    |
| S. P. Ars et Labor | 1964-65       | 2.ª           | 9   | -  | -  | -  | -  | -  | 9   | 0  | 0    |
| S. P. Ars et Labor | 1965-66       | 1.ª           | 20  | 1  | -  | -  | -  | -  | 20  | 1  | 0    |
| S. P. Ars et Labor | 1966-67       | 1.ª           | 16  | 2  | 1  | 1  | -  | -  | 17  | 3  | 0.18 |
| Total club | Total club    | Total club    | 49  | 3  | 1  | 1  | 0  | 0  | 50  | 4  | 0.08 |
| A. S. Roma | 1967-68       | 1.ª           | 11  | 1  | 1  | -  | -  | -  | 12  | 1  | 0.08 |
| A. S. Roma | 1968-69       | 1.ª           | 25  | 6  | 8  | 4  | -  | -  | 33  | 10 | 0.30 |
| A. S. Roma | 1969-70       | 1.ª           | 26  | 4  | 5  | -  | 8  | 3  | 39  | 7  | 0.18 |
| Total club | Total club    | Total club    | 62  | 11 | 14 | 4  | 8  | 3  | 84  | 18 | 0.21 |
| Juventus F. C. | 1970-71       | 1.ª           | 27  | 5  | 3  | -  | 11 | 3  | 41  | 8  | 0.20 |
| Juventus F. C. | 1971-72       | 1.ª           | 29  | 9  | 9  | 3  | 7  | 1  | 45  | 13 | 0.29 |
| Juventus F. C. | 1972-73       | 1.ª           | 27  | 3  | 9  | 2  | 9  | -  | 45  | 5  | 0.11 |
| Juventus F. C. | 1973-74       | 1.ª           | 27  | 4  | 8  | -  | 2  | -  | 37  | 4  | 0.11 |
| Juventus F. C. | 1974-75       | 1.ª           | 28  | 3  | 6  | 1  | 9  | 2  | 43  | 6  | 0.14 |
| Juventus F. C. | 1975-76       | 1.ª           | 27  | 3  | 1  | 2  | 1  | -  | 29  | 5  | 0.17 |
| Total club | Total club    | Total club    | 165 | 27 | 36 | 8  | 39 | 6  | 240 | 41 | 0.17 |
| Milan A. C. | 1976-77       | 1.ª           | 26  | 1  | 6  | -  | 5  | 3  | 37  | 4  | 0.11 |
| Milan A. C. | 1977-78       | 1.ª           | 28  | 3  | 5  | -  | 2  | 1  | 35  | 4  | 0.11 |
| Milan A. C. | 1978-79       | 1.ª           | 8   | -  | -  | -  | 3  | -  | 11  | 0  | 0    |
| Milan A. C. | 1979-80       | 1.ª           | 3   | -  | 1  | 1  | -  | -  | 4   | 1  | 0.25 |
| Total club | Total club    | Total club    | 65  | 4  | 12 | 1  | 10 | 4  | 87  | 9  | 0.10 |
| Total carrera | Total carrera | Total carrera | 341 | 45 | 63 | 14 | 57 | 13 | 461 | 72 | 0.16 |
| (1) Incluye datos de la Coppa Italia (1963-80), Trofeo Armando Picchi (1970-71). (2) Incluye datos de la Recopa de Europa (1969-70, 1977-78, 1979-80); Copa de Ferias (1970-71); Copa UEFA (1971-79); Copa de Europa (1972-76). (3) No incluye goles en partidos amistosos. |               |               |     |    |    |    |    |    |     |    |      |

### Entrenador
Actualizado a fin de carrera deportiva.
| Milan A. C. Primavera | 1984-85       | Juv.          | 2+  | 1+  | 0+  | 1+  | 1  | 1  | 1  | 0   | 50%    |
| Milan A. C. | 1991-96       | 1.ª           | 256 | 146 | 78  | 32  | 9  |    |    |     | 67.19% |
| Real Madrid C. F. | 1996-97       | 1.ª           | 48  | 31  | 12  | 5   | 1  | 96 | 41 | +55 | 72.92% |
| Milan A. C. | 1997-98       | 1.ª           | 44  | 16  | 14  | 14  | -  |    |    |     | 46.97% |
| A. S. Roma | 1999-04       | 1.ª           | 241 | 119 | 72  | 50  | 2  |    |    |     | 59.34% |
| Juventus F. C. | 2004-06       | 1.ª           | 105 | 68  | 24  | 13  | -  |    |    |     | 72.38% |
| Real Madrid C. F. | 2006-07       | 1.ª           | 50  | 28  | 12  | 10  | 1  | 91 | 55 | +36 | 64%    |
| Selección de Inglaterra | 2007-12       |               | 42  | 28  | 8   | 6   | -  |    |    |     | 73.02% |
| Selección de Rusia | 2012-15       |               | 33  | 17  | 11  | 5   | -  |    |    |     | 62.63% |
| Jiangsu Suning F. C. | 2017-18       | 1.ª           | 24  | 8   | 7   | 9   | -  |    |    |     | 43.06% |
| Total carrera | Total carrera | Total carrera | 845 | 462 | 238 | 145 | 14 |    |    |     | 64.06% |
| (1) Incluye datos de la Coppa Primavera, Serie A, Coppa Italia, Supercoppa, LaLiga, Copa del Rey, Liga de Campeones, SuperCup, Mundial de Clubes, Superliga de China y CFA Cup. |               |               |     |     |     |     |    |    |    |     |        |

## Palmarés

### Como jugador

#### Títulos nacionales
| Título             | Equipo            | País   | Año     |
| ------------------ | ----------------- | ------ | ------- |
| Serie B: promoción | S.P.A.L.          | Italia | 1964-65 |
| Copa Italia        | A. S. Roma        | Italia | 1968-69 |
| Serie A            | Juventus de Turín | Italia | 1971-72 |
| Serie A            | Juventus de Turín | Italia | 1972-73 |
| Serie A            | Juventus de Turín | Italia | 1973-74 |
| Serie A            | A. C. Milan       | Italia | 1978-79 |
| Copa Italia        | A. C. Milan       | Italia | 1976-77 |

### Como entrenador

#### Títulos nacionales
| Título                     | Equipo            |        | Año     |
| -------------------------- | ----------------- | ------ | ------- |
| Serie A                    | A. C. Milan       | Italia | 1991-92 |
| Supercopa de Italia        | A. C. Milan       | Italia | 1992    |
| Serie A                    | A. C. Milan       | Italia | 1992-93 |
| Supercopa de Italia        | A. C. Milan       | Italia | 1993    |
| Serie A                    | A. C. Milan       | Italia | 1993-94 |
| Supercopa de Italia        | A. C. Milan       | Italia | 1994    |
| Serie A                    | A. C. Milan       | Italia | 1995-96 |
| Primera División de España | Real Madrid C. F. | España | 1996-97 |
| Serie A                    | A. S. Roma        | Italia | 2000-01 |
| Supercopa de Italia        | A. S. Roma        | Italia | 2001    |
| Serie A (revocado)         | Juventus de Turín | Italia | 2004-05 |
| Serie A (revocado)         | Juventus de Turín | Italia | 2005-06 |
| Primera División de España | Real Madrid C. F. | España | 2006-07 |

#### Títulos internacionales
| Título                       | Equipo      | Sede   | Año     |
| ---------------------------- | ----------- | ------ | ------- |
| Liga de Campeones de la UEFA | A. C. Milan | Atenas | 1993-94 |
| Supercopa de Europa          | A. C. Milan | Milán  | 1994    |

### Distinciones individuales
- Panchina d'Oro: 1992, 1994, 2001
- Entrenador del Año en la Serie A: 2005
- Marca Leyenda: 2011

#### Clasificaciones de los mejores entrenadores de todos los tiempos
| Premio          | Posición | Top 10 | Año  | Referencias     |
| --------------- | -------- | ------ | ---- | --------------- |
| ESPN            | 20.º     | No     | 2013 | [ 121 ] [ 122 ] |
| France Football | 21.º     | No     | 2019 | [ 123 ] [ 124 ] |
| World Soccer    | 24.º     | No     | 2013 | [ 125 ] [ 126 ] |